# 代替乳

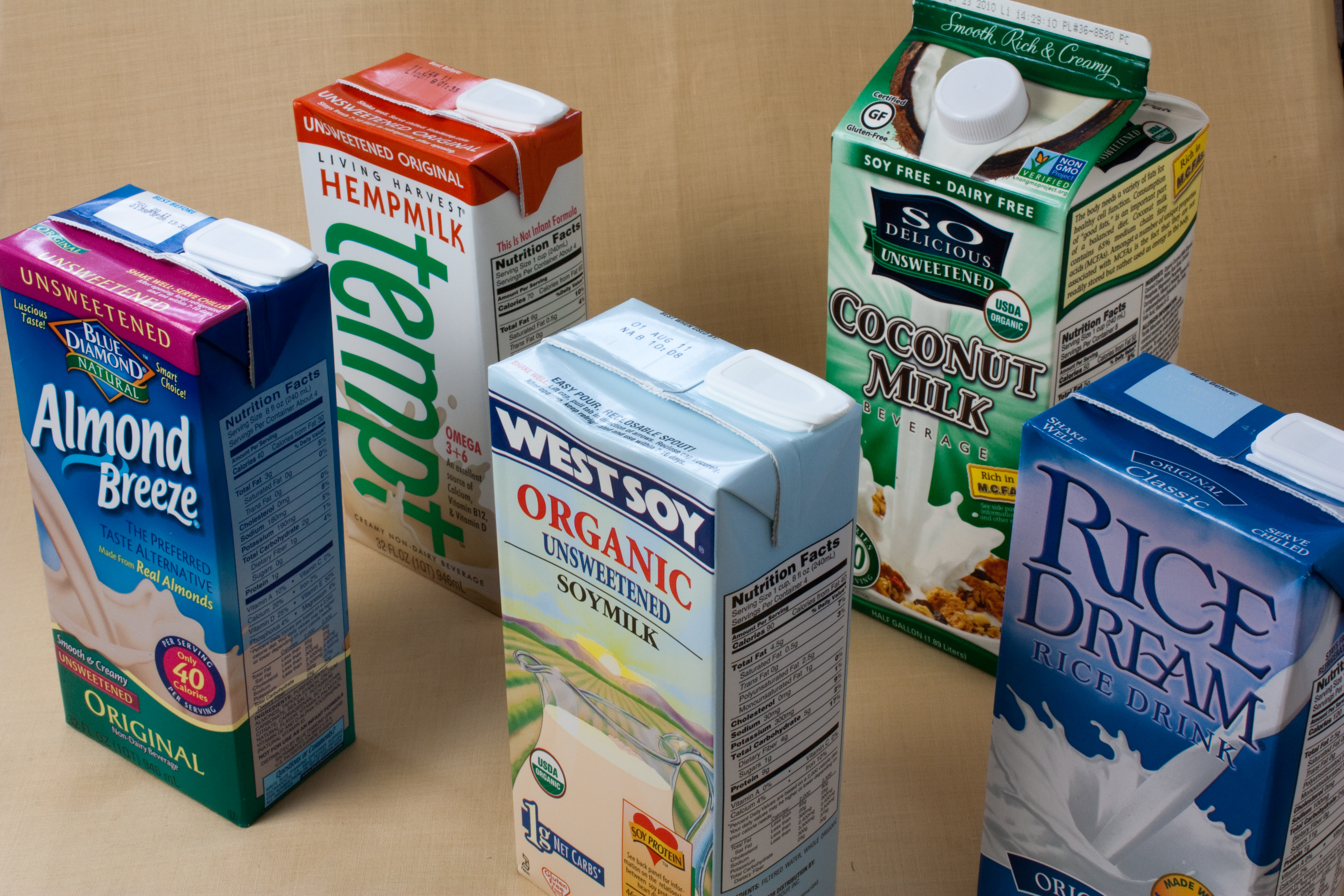
いろいろな代替乳

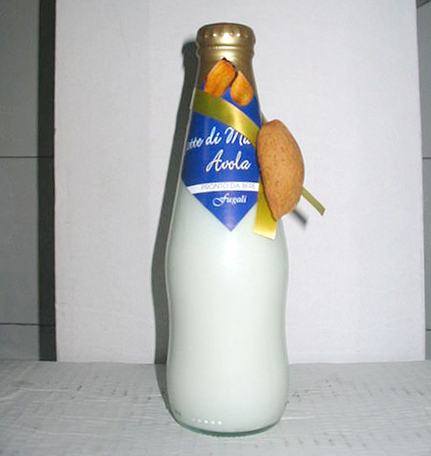
アーモンドミルク

代替乳（だいたいにゅう）とは、人が飲食する乳の替わりとなる食品のことである。乳を使用しないため、乳糖不耐症の人や牛乳アレルギーの人も摂取できる。
豆乳、アーモンドミルク、ライスミルク、ココナッツミルク、オーツミルクなどの飲料（植物性ミルク）や、乳を使用しないチーズやクリーム、アイスクリーム、ヨーグルト、バターなどの乳製品まで、範囲は広い。プラントベースの代替乳だけでなく、細胞培養技術や精密発酵技術、植物分子農業の活用などで、より牛乳に近づけた商品の開発・販売もはじまっている。
環境面から、世界の乳用牛頭数は着実に減少すると予測されており、これらへの公的資金支出も行われている。代替乳の台頭は、乳製品の需要と価格に影響を与えるようにもなっている。

## 背景
代替乳の広がりの背景には、環境問題や動物福祉の意識の広がり、健康志向、乳糖不耐症などの要因がある。
EUでは、環境政策の結果、加盟国の多くで乳牛をはじめとする家畜飼養頭数が減少傾向にあり、生乳生産量が10%程度減少すると予測。また、イギリスの酪農家の 10 人に 1 人が今後 2 年間で生産を中止する準備をしている。

### 環境問題
乳生産にかかる温室効果ガス排出量、水使用量、土地使用量は、代替乳として使用される大豆、アーモンド、オーツ（えん麦）、米いずれも比較しても大幅に多い。
2020年、米国農業貿易政策研究所は、世界最大の酪農企業13社による温室効果ガス総排出量が、イギリスの総排出量と同じだという報告した。ゼネラル・ミルズは投資機関らからの要請を受け、2030年までに乳製品の排出量を40％削減する計画を発表した。2021年には欧州の機関投資家が、気候変動リスクへの対応が不十分だという理由で、中国の国有企業である中国蒙牛乳業の持ち株を売却すると発表している。
温室効果が特に高いメタンに限ると、アメリカの牛乳販売協同組合 Dairy Farmers of Americaだけで、イギリス全体と同程度のメタンを生成している。オックスフォード大学の研究によれば、1杯の乳製品製造にかかる温室効果ガス排出量は、代替乳製品のほぼ3倍になるという。また代替乳製品は乳製品と比較して、最大で、温室効果ガスの排出量が97％少なく、水の使用量は最大99％少ないという。1リットルの牛乳を生産するには、約11,000リットルの水が必要とされることから、各国で酪農における水削減の手法が模索されている。また、地球温暖化による暑さと干ばつは、牛に多大なストレスを与え、牛乳の生産の低下につながる。米国だけでも、気候変動によって今世紀末までに酪農産業が年間22億ドルの損害を受けると試算される。
酪農における環境負荷は各国の課題となっている。
環境関連規制の影響でニュージーランドでは酪農地の拡大が制限された。また同国は2022年、家畜のげっぷや尿による温室効果ガスを排出する農家へ直接課税する計画を発表している。これを受け、ニュージーランドの世界第四位の乳製品企業フォンテラは、2030年までに農場における排出量を30％削減するという目標を発表した。
家畜飼養密度がEU最大であるオランダは、EU加盟各国の家畜排せつ物由来の窒素施用量の上限を定める硝酸塩令に基づき欧州委員会から警告をうけた。これを受け、オランダは2017年に、畜産動物のふん尿に多く含まれるリン酸塩の排出削減計画を策定、2016年から2017年にかけて、総飼養頭数の1割を超える経産牛13万頭と子牛を含む未経産牛15万頭が淘汰され、約600戸が営農を中止した。硝酸塩指令順守後もオランダは環境規制を継続、乳牛飼養頭数の減少に伴い、生乳生産量も減少している。アイルランド政府もまた温室効果ガス削減目標を達成するためには3年間で年間6万5,000頭の牛を殺処分する必要があるとの試算を発表している。

### 動物福祉
EUにおける飲用牛乳の消費が減少している要因の一つに、「動物由来製品の摂取に反対する消費者が増えている」ことがあげられる。また主要生乳生産国のドイツでは、乳牛飼養頭数の減少に伴い、生乳生産量も減少しているが、その要因は、動物福祉に関連する規制強化だとされている。

## 代替乳製品市場の拡大
市場調査によると、世界的に代替乳製品市場が拡大しており、2020年に226億ドル、2022年に350億ドル。さらに2026年までには406億ドル、2030年に900億ドルに達すると予測されており、2027年に向けて年平均12％の市場成長が見込まれている。
2022年に、アメリカ、日本、ドイツ、オーストラリアの四か国を対象に行った調査では、乳製品代替食品を子どもに摂取させることに対して全体として69％が意欲的であった。アメリカでは植物由来の代替乳は、牛乳の売上の16%を占めるまでに成長している。酪農の長い伝統を持つアイルランドでも、成人の 3 分の 1 が、牛乳、チーズ、ヨーグルトなどの乳製品に代わる植物ベースの代替乳製品を消費しており、15 ～ 24 歳の 44% 以上が、これらの代替品の定期的な消費者であることがわかった。
主要乳製品輸出国の一つであるアルゼンチン最大手乳業のセレニシマ代替乳市場に参入したり、ドイツの大手チーズ企業が精密発酵カゼインを開発する会社と共同開発契約を締結したり、乳製品企業が100％代替乳に切り替えることを発表したりするなど、乳業界も代替乳市場に参入しており、世界の乳製品上位 20 社の製品ポートフォリオで、乳代替品が一般的となっている。
大手乳製品メーカーのダノン社は、アーモンドや大豆由来の代替乳製品を展開するホワイトウェーブ社やアルプロ社などを買収。2025年までに世界市場における植物ベースの売上高を約50億ユーロに倍増させるとする計画を2020年に発表している。2024年、同社はヨーロッパ諸国で植物ベースの食品に対する消費者の需要が高まっていることへの対応として、乳製品ヨーグルト工場を植物ベースの乳製品施設に転換した。 2022年には、世界最大の乳製品グループ企業であるラクタリスが、オンタリオ州の乳製品工場を完全に植物ベースの生産に転換することを発表した。同年9月、ネスレが代替乳のスタートアップと提携し、非動物性の乳タンパク質を使用した製品開発に参入することを発表した。2025年、味の素（欧州）は、精密発酵技術により、牛乳の主要な乳タンパクであるカゼインを開発するスタートアップとの長期的な戦略的提携を発表した。
また、M＆Mやスニッカーズなどのブランドを有する大手菓子企業マース社は、代替乳のスタートアップであるPerfectDayと業務提携し、2022年に乳不使用のチョコレートバーの販売を開始した。同年、穀物メジャーのＡＤＭは非動物性の乳製品の開発と商品化に向けて、代替乳開発のスタートアップNew Cultureと戦略的パートナーシップを提携した。
非動物性の乳の開発者であるイスラエルのフードテックスタートアップ Remilk が、1億2000万ドルを資金調達したと2022年に報じられたが、投資した企業の一つに、乳製品会社のHochlandがいる。

## 日本の動向
2025年、アサヒグループジャパンが、酵母技術を活用した代替乳「LIKE MILK（ライクミルク）」の試験販売を開始した。